# The Kelly Clarkson Show
The Kelly Clarkson Show è un daily show statunitense condotto dalla cantante e conduttrice televisiva Kelly Clarkson, da cui prende il nome. Il programma va in onda a partire dal 9 settembre 2019. La trasmissione va in onda sulla rete televisiva statunitense NBC dal lunedì al venerdì.
Nel corso degli anni il programma ha vinto tredici Daytime Emmy Awards. Lo show ha una media di 1,9 milioni di spettatori giornalieri.

## Storia del programma
Si tratta della prima esperienza di Kelly Clarkson come conduttrice di un programma televisivo, se si escludono la conduzione di alcuni eventi musicali, come i Billboard Music Awards 2018 e 2019, e per essere stata scritturata da Paul Telegdy, uno dei vertici di NBC, come uno dei giudici di The Voice. Dopo il successo ottenuto dalla Clarkson nel contesto del talent, lo stesso Telegdy le ha dunque offerto uno show tutto suo.
In un primo momento, Clarkson avrebbe voluto rifiutare, tuttavia ha poi vinto l'iniziale timore nel momento in cui le è stato comunicato che nel programma avrebbe avuto modo di "creare connessioni con persone, giocare, cantare, trovare modi per aiutare delle persone comuni". Prima di iniziare questa nuova attività, Kelly Clarkson ha chiesto inoltre consigli a conduttori televisivi come Ellen DeGeneres, Jimmy Fallon e Seth Meyers.
Kelly Clarkson ha girato l'episodio pilota del programma dello show l'8 agosto 2018, mentre a settembre dello stesso anno è stato annunciato che il programma avrebbe preso il posto dello show di Steve Harvey a partire dall'autunno 2019. Il programma ha inizio il 9 settembre 2019 per poi essere rinnovato per la stagione 2020 -2021. Durante la pandemia da COVID-19, lo show è stato inizialmente sospeso per poi andare in onda da casa della stessa Clarkson con ospiti in collegamento. Da settembre 2020 lo show ha ripreso ad essere trasmesso dallo studio, in assenza di pubblico.
Nel dicembre 2020 è stato annunciato un rinnovamento del programma per altre due stagioni televisive: è dunque previsto che vada in onda anche nel 2022 e 2023. Nel maggio 2021 il vice presidente esecutivo della NBC Tracie Wilson ha annunciato che il The Kelly Clarkson Show verrà trasmesso dall'autunno 2022 in sostituzione dell'Ellen DeGeneres Show. La terza edizione del programma ha avuto inizio nel settembre 2021.

## Concept

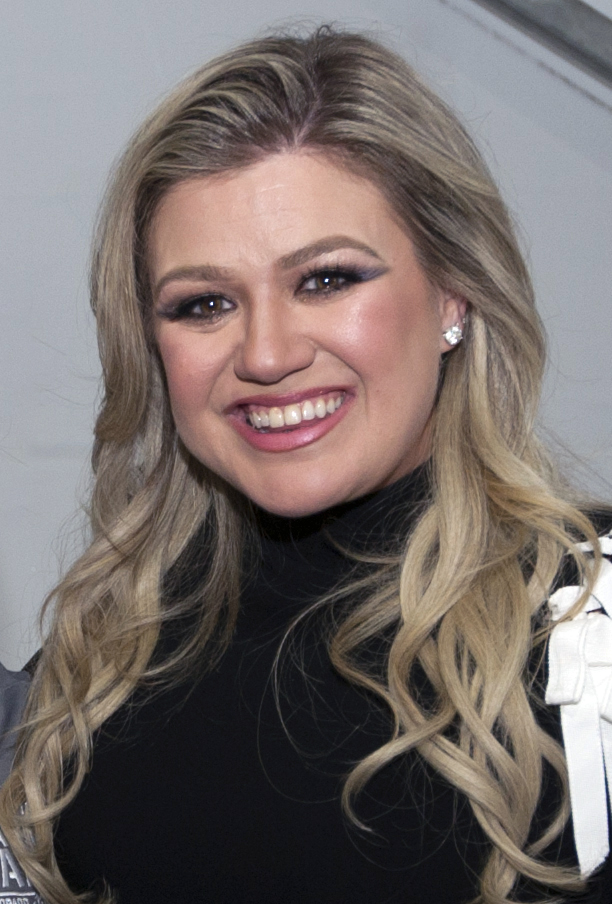
Kelly Clarkson, la conduttrice del programma

Nel comunicato stampa relativo allo show si afferma: "Nel suo nuovo daytime show, Kelly Clarkson usa la sua capacità di connettersi con l'anima delle persone per donare agli spettatori qualcosa di nuovo. Si tratta di uno spettacolo divertente, ricco di energia e che segna una cesura con la tradizione. In ogni episodio il pubblico vivrà un'ora di storie degne di nota, ospiti celebri, sorprese spontanee, humor, cuore e, ovviamente, buona musica. Sarà una festa giornaliera con una serie di ospiti affascinanti che non potreste mai incontrare diversamente".
Ogni episodio del programma si apre con una performance musicale di Kelly Clarkson, generalmente intenta nell'esecuzione di una cover di un altro artista noto, scelta dal pubblico. Questo momento si chiama Kellyoke, sebbene nella fase in cui l'artista ha trasmesso da casa sia stato ribattezzato Quaraoke. La Clarkson ha approfittato di questo momento per cantare un medley di suoi successi in un'unica occasione, con lo scopo di chiarire il suo pubblico di non avere intenzione di lasciare l'attività di cantante.
Nel resto della puntata, Kelly Clarkson si intrattiene con ospiti famosi e non: nel primo caso intervista celebrità di vario tipo e dà loro dello spazio per promuovere le loro recenti attività, nel secondo intervista persone comuni che hanno una storia considerata interessante da raccontare. Non mancano attività ludiche che coinvolgono la conduttrice e i suoi ospiti.

## Episodi
| Stagione | Episodi | Messa in onda     | Messa in onda    |
| Stagione | Episodi | Inizio            | Fine             |
| -------- | ------- | ----------------- | ---------------- |
| 1        | 180     | 9 settembre 2019  | 3 settembre 2020 |
| 2        | 180     | 21 settembre 2020 | 8 luglio 2021    |
| 3        | 180     | 13 settembre 2021 | 29 giugno 2022   |
| 4        | 162     | 12 settembre 2022 | 12 giugno 2023   |
| 5        | 180     | 16 ottobre 2023   | 12 agosto 2024   |
| 6        | TBD     | 23 settembre 2024 | in onda          |

## Broadcast
Mentre in USA lo show è trasmesso da NBC, in Canada gli episodi vanno in onda sulla piattaforma CityTV. In alcune nazioni d'Europa e Oceania, invece, il programma viene trasmesso dalla piattaforma Bravo.

## Premi
Nel 2020, il programma televisivo ha vinto cinque Daytime Emmy Awards nelle categorie Outstanding Entertainment Talk Show Host, Outstanding Lighting Direction, Art Direction/Set Decoration/Scenic Design. Il programma ha ottenuto altre 4 nomination nella stessa edizione della premiazione, oltre ad essere nominato ai Critic Choice Awards 2020 come Best Talk Show. Tra 2021 e 2022 il programma ha vinto altri 9 Daytime Emmy Awards, oltre ad altri premi di rilievo come un MTV Movie & TV Award nella categoria "miglior conduttore".